# Абазівка (станція)
Абазівка — проміжна залізнична станція 5 класу Полтавської дирекції Південної залізниці на лінії Полтава — Ромодан, за 32 км від ст. Полтава-Південна, за 99 км від ст. Ромодан. Знаходиться в однойменному селі Полтавського району Полтавської області.

## Історія
Історія станції Абазівка бере початок у 90-х рр. ХІХ століття, коли почалось будівництво залізниці між Києвом і Полтавою. Ця лінія належала акціонерному товариству Московсько-Києво-Воронезької (М.-К.-В.) залізниці. У 1919 р. лінія Полтава — Дарниця була націоналізована і включена до складу Південних залізниць.
Станція і вокзал Абазівка відкриті в 1901 р. Чотири станційні колії, одна з яких була тупиковою, два переїзди, семафори і стрілки — такою була станція на початку ХХ століття. У комплекс станційних споруд входили вокзал, багажний пакгауз, два житлових будинки для залізничників і льох для зберігання продуктів.
До 1917 р. станцію очолювали:
- 1903 р. начальник — Антон Якович Лещинський[2];
- 1904 р. начальник — Іван Пилипович Кригін[3];
- 1906-1916 рр. начальник — Микола Петрович Нечай[4] [5] [6] [7] [8] [9].

Перша будівля вокзалу станції Абазівка була двоповерховою. На першому поверсі знаходились простора зала для пасажирів, буфет, вестибюль та кімната чергового, на другому — квартира начальника станції. Нащадки Миколи Нечая досі живуть в Абазівці. Відомо, що Микола Петрович вирізнявся бездоганним зовнішнім виглядом — білий френч, начищене до блиску взуття у будь-яку погоду… Його помічники Потап Андрійович Тимошенко і Петро Якович Зенковський також були великими акуратистами.
Ксерокопії службового посвідчення Нечая, а також датованого 1901 роком знімка, на якому на фоні абазівського вокзалу сфотографовані робітники станції разом із своїми дітьми, зберігаються як реліквії. Краєзнавець Микола Дорошенко написав про село Абазівка книгу «На зламі століть» і відшукав у архівах цікаві факти про початковий період діяльності станції.
У 1943 р. відступаючі німецькі війська знищили всі станційні споруди.
Друга будівля вокзалу збудована вже після війни. Тоді залізничне господарство відбудовувалось, а на початку 60-х рр. ХХ ст. розпочався перехід з паровозної тяги на тепловозну. На приміських маршрутах з’явилися дизель-поїзди. Фотографія другого вокзалу станції Абазівка також зберігається в кабінеті начальника станції, оскільки і цей вокзал вже став історією.
У липні 2002 року напередодні пуску «Столичного експреса» Харків — Київ була завершена електрифікація дільниці Сагайдак — Полтава-Київська, а на станції Абазівка провели роботи з її реконструкції та благоустрою. Від старої будівлі вокзалу залишились тільки несучі стіни: будівля була перепланована, змінився її зовнішній вигляд.

## Інфраструктура
Станція має дві головні, дві бокові і кілька тупикових колій. Є під’їзні колії до підприємств. Обладнана електричною централізацією стрілок і сигналів. Перегони до станції Уманцівка і посту 311 км — двоколійні, електрифіковані, з двостороннім автоблокуванням.

## Рух приміських поїздів
На станції зупиняються приміські поїзди сполученням Полтава —  Гребінка і Полтава — Ромодан. Працює квиткова каса, в якій можна придбати квитки на приміські  поїзди. Для посадки пасажирів на поїзди є дві низькі пасажирські платформи.